# 坟墓增一
飛馬座34（坟墓增一），又名BD+03 4705，HD 212754、SAO 127529、HR 8548，是飛馬座的一颗恒星，视星等为5.75，位于銀經69.38，銀緯-42.93，其B1900.0坐标为赤經22h 21m 32s，赤緯+3° -42.93′ 1″。